# (1450) Raimonda
(1450) Raimonda ist ein Asteroid des Hauptgürtels, der am 20. Februar 1938 von dem finnischen Astronomen Yrjö Väisälä in Turku entdeckt wurde.
Der Name des Asteroiden erinnert an den früheren Leiter des Observatoriums in Den Haag und niederländischen Präsidenten der Gesellschaft für Meteorologie und Sternkunde Jean Jacques Raimond.